# Regal (España)
Regal (llamada oficialmente O Regal) es una aldea española actualmente despoblada, situada en la parroquia de Riobarba, del municipio de Vicedo, en la provincia de Lugo, Galicia.

## Demografía
| Gráfica de evolución demográfica de Regal entre 2000 y 2021 |
|                                                             |
| Datos según el nomenclátor publicado por el INE.            |